# Schefflera digitata
Schefflera digitata é uma árvore que pertence a família Araliaceae endêmica a Nova Zelândia. O nome Māori da planta é Patē ou Patatē. Ela aparece em planícies a florestas de com pequenas montanhas, do nível do mar a altitude de 1200 m na Ilha Norte, Ilha Sul, e Ilha Stewart.